# Quintus Eniboudius Montanus
Quintus Eniboudius Montanus war ein im 2. Jahrhundert n. Chr. lebender Angehöriger des römischen Ritterstandes (Eques).
Durch zwei Inschriften, die in Cemenelum gefunden wurden, ist belegt, dass Montanus Centurio in der Legio III Italica war, die ihr Hauptlager in Castra Regina in der Provinz Raetia hatte. Er weihte die beiden Altäre mit den Inschriften jeweils einem Gott Abinius und []orevaius. Durch die beiden Inschriften ist auch nachgewiesen, dass er ein Angehöriger des römischen Ritterstandes war, der als Centurio in die Armee eintrat (ordinatus ex equite Romano).
Montanus stammte vermutlich aus Cemenelum.

## Datierung
Die beiden Inschriften werden bei der Epigraphik-Datenbank Clauss-Slaby auf 211/217 und bei der Epigraphischen Datenbank Heidelberg auf 171/222 datiert; in den Inschriften steht (ordinatus ex equite Romano ab domino Imperatore Marco Aurelio Antonino Augusto).
James Robert Summerly geht davon aus, dass Montanus während der Regierungszeit von Mark Aurel (161–180) in die Armee eintrat und datiert die Inschriften auf 170/180. Laut Summerly ging Emil Ritterling davon aus, dass es sich bei dem in den Inschriften genannten Kaiser um Mark Aurel handelt, während Theodor Mommsen und Alfred von Domaszewski annahmen, dass es sich dabei um Caracalla (211–217) handelt.